# Скалярная матрица
Скалярная матрица — диагональная матрица, элементы главной диагонали которой равны. Частным случаем скалярной матрицы является единичная матрица.
{\displaystyle A_{n}={\begin{pmatrix}a&0&\cdots &0&0\\0&a&\cdots &0&0\\\vdots &\vdots &\ddots &\vdots &\vdots \\0&0&\cdots &a&0\\0&0&\cdots &0&a\end{pmatrix}}}

## Свойства
- Скалярная матрица — это произведение скаляра и единичной матрицы.

{\displaystyle a\cdot E_{n}=A_{n}}
- Множество скалярных матриц {\displaystyle n\times n} — это в точности те матрицы, которые коммутируют со всеми матрицами {\displaystyle n\times n}, то есть для любой скалярной матрицы {\displaystyle S} и матрицы {\displaystyle A} того же размера {\displaystyle AS=SA.}
- {\displaystyle \operatorname {det} A_{n}=a^{n}}
- {\displaystyle \operatorname {rang} A_{n}={\begin{cases}n,&a\not =0\\0,&a=0.\end{cases}}}
- {\displaystyle A_{n}^{-1}={\frac {1}{a}}E_{n}}, где {\displaystyle E_{n}} - единичная матрица
- Скалярные матрицы образуют поле, изоморфное полю, которому принадлежат элементы матрицы (например, действительных или комплексных чисел).